# Pau de Praga (1866)
La Pau de Praga va ser un tractat de pau signat a Praga el 23 d'agost de 1866, després del preliminar tractat de Nikolsburg del 21 de juliol, va posar fi a la Guerra Austro-prussiana. El tractat va ser indulgent amb l'Imperi Austríac, perquè Otto von Bismarck havia persuadit Guillem I que el fet de mantenir el lloc d'Àustria a Europa seria millor en el futur per a Prússia que aplicar represàlies.
Àustria només va perdre Venècia, cedida a Napoleó III de França, que al seu torn la va cedir al Regne d'Itàlia. Àustria es va negar a donar Venècia directament a Itàlia, perquè els austríacs havien aixafat als italians durant la guerra. Els Habsburg van ser exclosos permanentment dels assumptes alemanys (Kleindeutschland). El Regne de Prússia, es va consolidar com a potència única entre els estats alemanys. Es va formar la Confederació Alemanya del Nord, amb tots els estats del nord d'Alemanya units, i l'Alemanya del Sud havent de pagar grans indemnitzacions a Prússia.